# Eustachie de Tonnerre
Eustachie de Tonnerre, née vers 1040 et morte après 1090, est une aristocrate issue de la famille comtale de Tonnerre, les Milonides, qui hérite du comté de Bar-sur-Seine et qui par mariage devient comtesse de Brienne. 

## Biographie

### Origines
Eustachie, parfois Adeline (Eustatie), appartient à la lignée des Milonides, comte de Tonnerre. Elle est la fille de Miles (Mille, Millon) [V] († v. 1046/48), comte de Tonnerre, et d'Azeka/Azeko, dite [de Bar] ou [de Breteuil]. L'archiviste Roserot (1947) a pu considérer qu'elle était l'héritière d'une famille comtale de Bar-sur-Seine, mais l'archiviste Laurent (1951) a remis en cause cette hypothèse. 
Elle a un frère, Hugues-Renaud, héritier des comtés de Tonnerre et de Bar-sur-Seine, futur évêque de Langres.

### Héritière des Milonides
En 1046, la mort de son père Milon III, son frère Hugues-Renaud hérite des comtés de Tonnerre et de Bar-sur-Seine,.
Hugues-Renaud, qui entre dans les ordres, cède le comté de Tonnerre à leur cousine Ermengarde de Tonnerre, avant de devenir évêque de Langres en 1065, puis cède le comté de Bar-sur-Seine à Eustachie et son époux Gautier de Brienne, vers 1070,.

### Comtesse de Bar-sur-Seine
En 1072, elle donne son accord avec son époux Gautier de Brienne pour la donation du fief de Pothemout (Épothémont), au nord-est de Brienne-le-Château, par l'évêque de Langres, Hugues-Renaud, son frère, à l'abbaye de Montier-en-Der. Elle apparait avec le titre de comtesse (Eustatie comitisse), tandis que son époux est qualifié d'héritier (Walteri Breonensis comitis heredis mei et uxoris sue sororis mee).
Elle survit à son mari Gautier de Brienne et confirme, avec son fils Érard, les dons qu'il fait sur son lit de mort à l'abbaye de Molesme.

## Famille
Vers 1060, elle épouse Gautier Ier, comte de Brienne, fils d'Engelbert IV de Brienne et de Pétronille (nom de famille inconnu), dont elle a cinq enfants :
- Engelbert, chevalier, seigneur de Conflans, puis moine à l'abbaye de Molesme
  - peut-être auteur de la tige des Conflans, notamment selon La Chesnaye des Bois ;
- Érard, qui succède à son père comme comte de Brienne[2] ;
- Milon, qui hérite de sa mère du comté de Bar-sur-Seine[2] ;
- Perrenelle, ∞ Thibaut, comte de Reynel, dont une fille, Mantia, religieuse à l'abbaye Saint-Jean de Laon[6] ;
- Mantia, ∞ Foulques IV, comte d'Anjou, mais qui sera répudiée.